# Tony Jaa

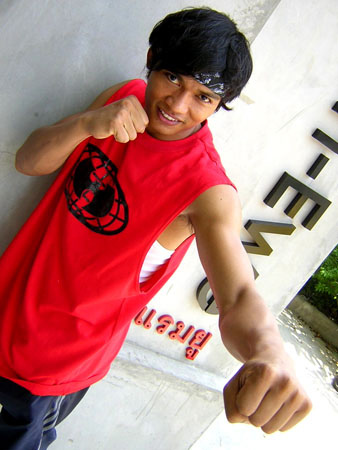
Tony Jaa (2005)

Tony Jaa (Thai: จา พนม, ausgesprochen: [ ʨaː pʰá.nom]; eigentlich: Panom Yeerum, พนม ยีรัมย์, ausgesprochen [pʰá.nom jiː.ram]; * 5. Februar 1976 in der Provinz Surin, Thailand) ist ein thailändischer Schauspieler, der vor allem in Martial-Arts-Filmen mitwirkt. Daneben ist er Stuntman, Stunt-Choreograph und Filmregisseur.

## Leben und Werk

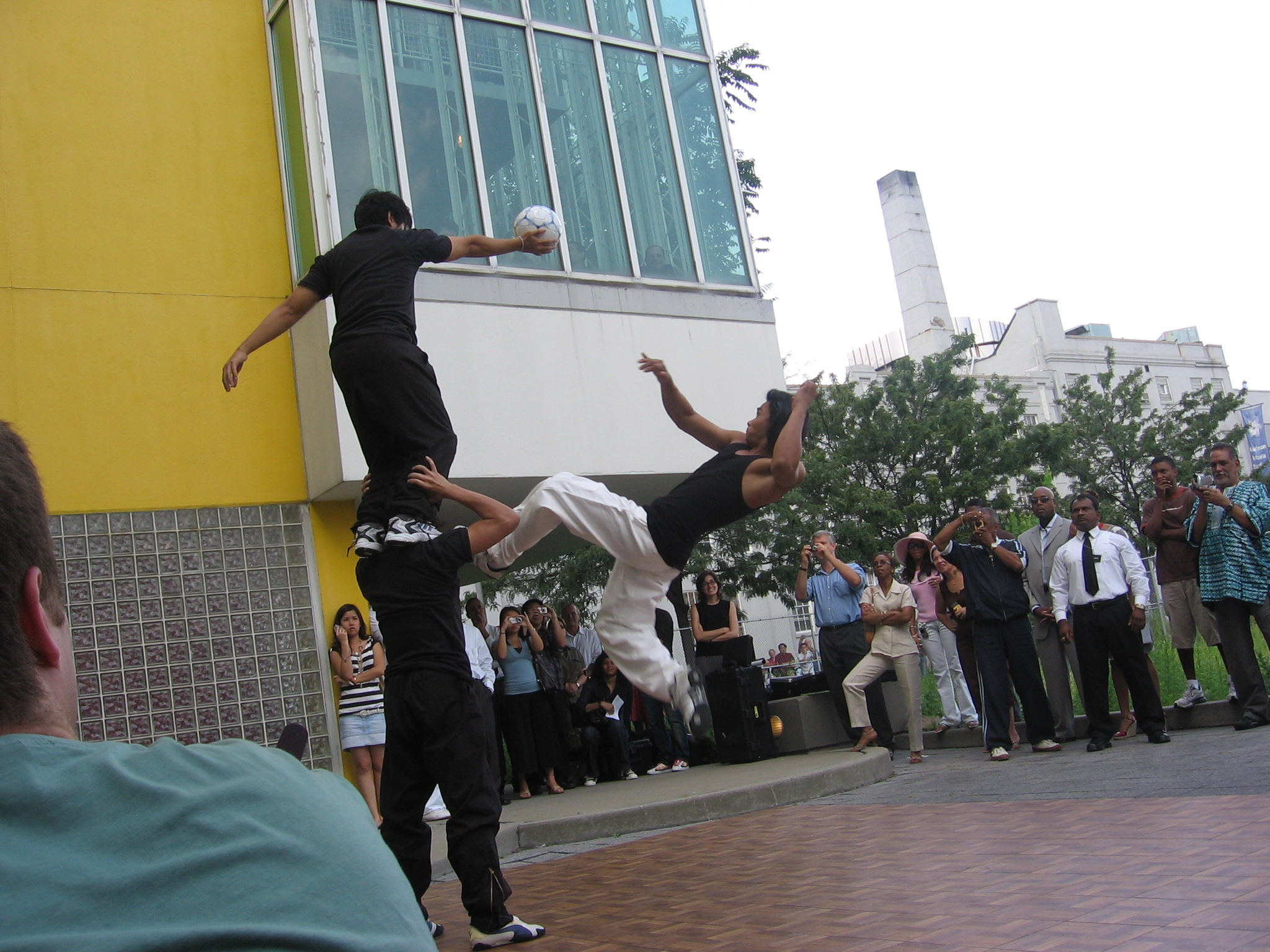
Tony Jaa bei einer Promo-Tour im Jahre 2006 vor dem American Museum of the Moving Image für den Film Revenge of the Warrior

Panom Yeerum Son, so der bürgerliche Name des Künstlers, wurde 1976 nahe der Stadt Surin in der gleichnamigen Provinz Nordost-Thailands an der Grenze zu Kambodscha als drittes von vier Kindern einer Familie von Reisbauern und Elefantentrainern geboren. Er hat einen Bruder und zwei Schwestern und musste in seiner Kindheit den Eltern bei deren täglichen Arbeiten auf dem Reisfeld, aber auch beim Elefantentraining helfen. Schon damals sah er sich Bruce-Lee- und Jackie-Chan-Filme an, die in einem zehn Kilometer entfernt liegenden Dorf auf Leinwand gezeigt wurden. Diese bestärkten ihn in seiner Absicht, ebenfalls Kampfkünstler zu werden: „Because of Bruce and Jackie, I realized I wanted to be a martial arts film star […] But they were doing Chinese kung-fu. I wanted to do something to show the world Thai culture, Thai martial arts, so I decided to practice Muay Thai Boran.“
Als er die Schule verließ, erklärte er seiner Familie, dass er Filmstar werden würde, und verwendete seit seinem zehnten Lebensjahr all seine Energien darauf, in die Fußstapfen seiner großen Vorbilder zu treten. Sein Vater war ein Muay-Thai-Boxer, der Kämpfe in ganz Surin bestritt.
Dann sah Jaa mit 15 Jahren den Film Born to Fight von Autor und Regisseur Phanna Rithikrai (พันนา ฤทธิไกร), der später sein Meister wurde. Er suchte Phanna auf und bat ihn, ihn zu unterrichten. Phanna schickte ihn zunächst auf das Maha Sarakham College of Physical Education in der Provinz Maha Sarakham, wo Jaa Sportwissenschaften studierte. Obwohl Phanna ihn noch zu jung für die Arbeiten als Stuntman fand, trainierte er ihn nach Schulschluss, und so durfte Jaa für diverse Filmprojekte als Stuntman tätig werden.
Mittlerweile beherrscht er Taekwondo, Muay Boran, Schwertkampf, Krabi Krabong, Pencak Silat und Gymnastik. Jaa perfektionierte schließlich die traditionellen Kampfkünste und erwarb bald sein Trainerdiplom. Und so entwickelten Phanna Rithikrai und Tony Jaa 1995 die Idee, eine neue Form von Leinwandaction zu produzieren. Dabei sollten die alte, überlieferte Kampfkunst gezeigt und keine Spezialeffekte verwendet werden. Bei dem mittlerweile sehr anspruchsvollen Publikum war das keine leichte Aufgabe.
Nachdem er eine Reihe kleinerer Tätigkeiten bei verschiedenen einheimischen Produktionen übernommen hatte, wurde er 1997 Stuntdouble von Robin Shou in dem Hollywood-Film Mortal Kombat 2. Außerdem arbeitete er für eine thailändische Fernsehserie als Double des einheimischen Stars Ruengsak Loichusak (James) (เจมส์ เรืองศักดิ์ ลอยชูศักดิ์).
Seinen internationalen Durchbruch erreichte Tony Jaa 2003 mit Ong-Bak (องค์บาก), der weltweit auf DVD und VCD veröffentlicht wurde. Sein zweiter großer Film war 2005 Revenge of the Warrior – Tom Yum Goong (ต้มยำกุ้ง).
Angespornt vom überwältigenden Erfolg, wurde die Ong-Bak-Reihe fortgesetzt, und Jaa versuchte sich außerdem als Co-Regisseur. Doch die Dreharbeiten erwiesen sich als besonders schwierig, und es gab ständig Probleme mit der Produktionsfirma wegen der Finanzierung. Trotz der Komplikationen wurden der zweite und der dritte Teil jeweils 2008 und 2010 fertiggestellt, aber der ganze Prozess hinterließ deutliche Spuren und bitteren Nachgeschmack bei Jaa.
Zerworfen mit der Regie, zog er sich in einen buddhistischen Tempel in seinem Heimatort Surin (Thailand) zurück, um sich wiederzufinden. Am 28. Mai 2010 wurde Jaa ein buddhistischer Mönch. 2011 verließ er das Kloster und drehte den Film Return of the Warrior.

## Filmografie
- 1994: Thailand Killer (ปลุกมันขึ้นมาฆ่า 4)
- 1996: Death Warrior
- 1996: Bangkok Warrior (Nuk Soo Dane Song Kram)
- 2001: Kon dib lek nam pee (คนดิบ เหล็กน้ำพี้ – [kʰon dìp lèk náːm pʰíː])
- 2001: Nuk leng klong yao (นักเลงกลองยาว – [nák.leːŋ klɔːŋ.jaːw])
- 2003: Ong-Bak  (องค์บาก – [ʔɔːŋ bàːk])
- 2004: The Bodyguard (บอดี้การ์ดหน้าเหลี่ยม)
- 2005: Revenge of the Warrior – Tom Yum Goong (ต้มยำกุ้ง – [tôm jam kûŋ])
- 2007: The Bodyguard 2
- 2008: Ong-bak 2 (องค์บาก2 – [ʔɔːŋ bàːk 2])
- 2010: Ong-Bak 3
- 2013: Return of the Warrior (Tom Yum Goong 2)
- 2014: Skin Trade
- 2015: Fast & Furious 7 (Furious 7)
- 2015: Lethal Warrior (Saat po long 2)
- 2016: Never Back Down: No Surrender
- 2017: xXx: Die Rückkehr des Xander Cage (xXx: Return of Xander Cage)
- 2017: Paradox (Kill Zone Bangkok)
- 2018: Master Z: Ip Man Legacy
- 2019: Triple Threat
- 2020: Jiu Jitsu
- 2020: Monster Hunter
- 2023: The Expendables 4 (Expend4bles)
- 2024: Striking Rescue
- 2025: Detective Chinatown 1900
- 2025: Fist of the Warrior